# Torre de radio de Varsovia
La Torre de radio de Varsovia (en polaco: Radiofoniczny Ośrodek Nadawczy w Konstantynowie) fue en su momento la construcción más alta del mundo (1974-1991) y de la Historia (1974-2008), con 646 m de altura. Fue utilizada como Torre de telecomunicaciones después de ser terminada en 1974 hasta su derrumbamiento, el 8 de agosto de 1991.
Estaba situada en Konstantynów (Polonia), y servía para la difusión de las emisiones de la compañía Polis.

## Construcción

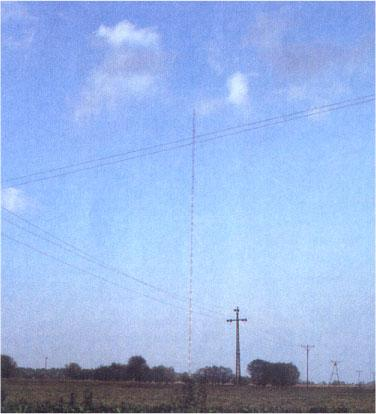
Imagen de la torre en 1989.

El mástil de radio de Varsovia era una construcción tubular de acero de corte transversal en forma de triángulo, los cuales tenían una longitud de 4,8 metros. Los tubos de acero que forman los vértices de la construcción tenían un diámetro de 245 milímetros; el grosor de las paredes de estos tubos variaba dependiendo de la altura: entre 8 y 34 mm. El mástil estaba formado por 86 secciones, cada una de las cuales tenía una longitud de 7,5 metros.
El mástil estaba sostenido en 5 niveles por 3 cables en cada uno, de 50 mm de diámetro. Cada cable estaba fijado a un bloque de anclaje individual en tierra. Para que los cables no interfieran con las transmisiones de radio, se colocaron aislantes en intervalos regulares. El peso del cable y los aislantes usados para anclar el mástil era de 80 toneladas. Para el mejor acceso a las lámparas de seguridad aéreas y otros componentes del mástil, había un montacargas instalado en el interior del mástil. El montacargas tenía una velocidad máxima de 0,35 m/s y requería 30 minutos para viajar desde la base hasta el tope de la construcción.
En la mitad inferior del mástil había un tubo vertical de acero, acoplado a la estructura externa del mástil con grandes aislantes. Este tubo estaba conectado a tierra y conectado eléctricamente a la estructura del mástil a la mitad de su altura. Esta técnica trabaja aplicando corriente continua neutra en el punto de mínimo voltaje de radiofrecuencia, conduciendo cargas estáticas a tierra sin afectar la energía radial. Las cargas eléctricas estáticas pueden subir a altos valores, incluso cuando no hay tormentas, cuando estas estructuras son aisladas del suelo. El uso de estas técnicas provee cierta protección contra los rayos.
Se usó una línea especial de transmisión de radiofrecuencia para transferir la señal desde el edificio de transmisión hasta el mástil. El edificio de transmisión, que tenía un volumen de 17.000 m³, estaba aproximadamente a 600 metros de distancia del mástil de radio de Varsovia. El transmisor consistía en dos unidades de 1000 kilovatios construidas por Brown Boveri and Cie. Para la generación de la frecuencia de transmisión, que era una frecuencia estándar, se usó un reloj atómico. La emisora de radio, que tenía un área de 65 ha, también tenía una torre de celosía de sección rectangular de 76 metros de altura para el servicio de radio direccional para el radioenlace.
Para el suministro de energía de la estación se construyó una subestación de 110 kV. Aunque el consumo de energía de la estación era enorme (aproximadamente 6000 kW), esta estación de suministro de energía fue completamente sobredimensionada, debido a la gran importancia de la estación como el transmisor central de Polonia. 
El nombre oficial de la instalación era Radiofoniczny Osrodek Nadawczy w Konstantynowie, Radiowe Centrum Nadawcze w Konstantynowie o Warszawska Radiostacja Centralna (WRC) w Gabinie. El programa de radio fue llamado "Programa Pierwszy Polskiego Radia", "Programa I PR" o no oficialmente "Jedynka".

## Derrumbe

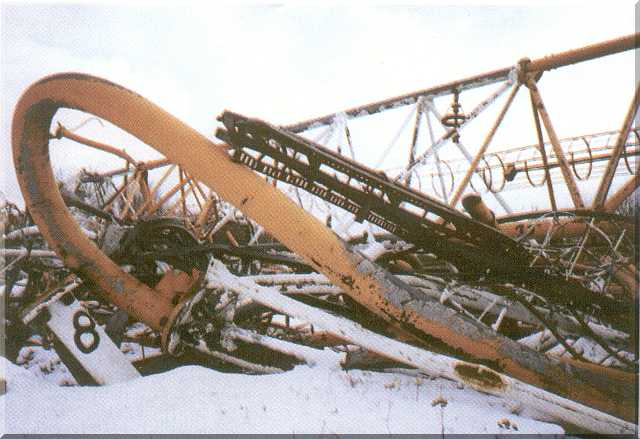
Los restos de la torre en enero de 1992.

El 8 de agosto de 1991 a las 16:00 (UTC), la torre se derrumbó a causa de un error en el cambio de los cables de sujeción del cuerpo más alto del mástil. Según informaron fuentes oficiales, el siniestro no causó daños personales, ya que los trabajadores habían abandonado el lugar cuando la torre se derrumbó.
La versión que atribuye la catástrofe a un error en la sustitución de los cables que afirman la estructura fue confirmada por Jan Polak, principal constructor de la torre. Esta empezó por doblarse para partirse después, hacia la mitad de su altura. El extremo superior cayó a tierra cerca de la base; le siguió la mitad inferior que se inclinó y cayó en una dirección no determinada. A consecuencia del derrumbe, una pequeña grúa móvil, propiedad de Mostostal Zabrze, resultó destruida. Ni el cuarto de la hélice ni la caseta del transmisor ni los aparatos que contenían sufrieron daño alguno.
Un comité de investigación determinó que la responsabilidad del siniestro correspondía a la empresa Mostostal Zabrze, encargada de la construcción y mantenimiento de la torre. El coordinador de la construcción y el jefe de la división de Mostostal que intervino en la construcción de la antena fueron acusados de ser los autores de la catástrofe; el primero fue condenado a la pena de dos años y medio de prisión, y el segundo, a la de dos años. 
Tras la caída de la torre de radio de Varsovia, la construcción más alta de Polonia es la antena de radio y televisión de Olsztyn-Pieczewo, con una altura de 360 metros (coordenadas: 53°45′13″N 20°30′57″E / 53.75361, 20.51583).
La catástrofe devolvió a la Torre de telecomunicaciones KVLY-TV, situada a las afueras de Fargo, Dakota del Norte, Estados Unidos, el título de estructura más alta del mundo, con sus 628,8 m (2.063 pies) de altura. Esta torre fue rebasada en altura el 17 de enero de 2009 por el edificio Burj Khalifa, de 828 metros.

## Reemplazo

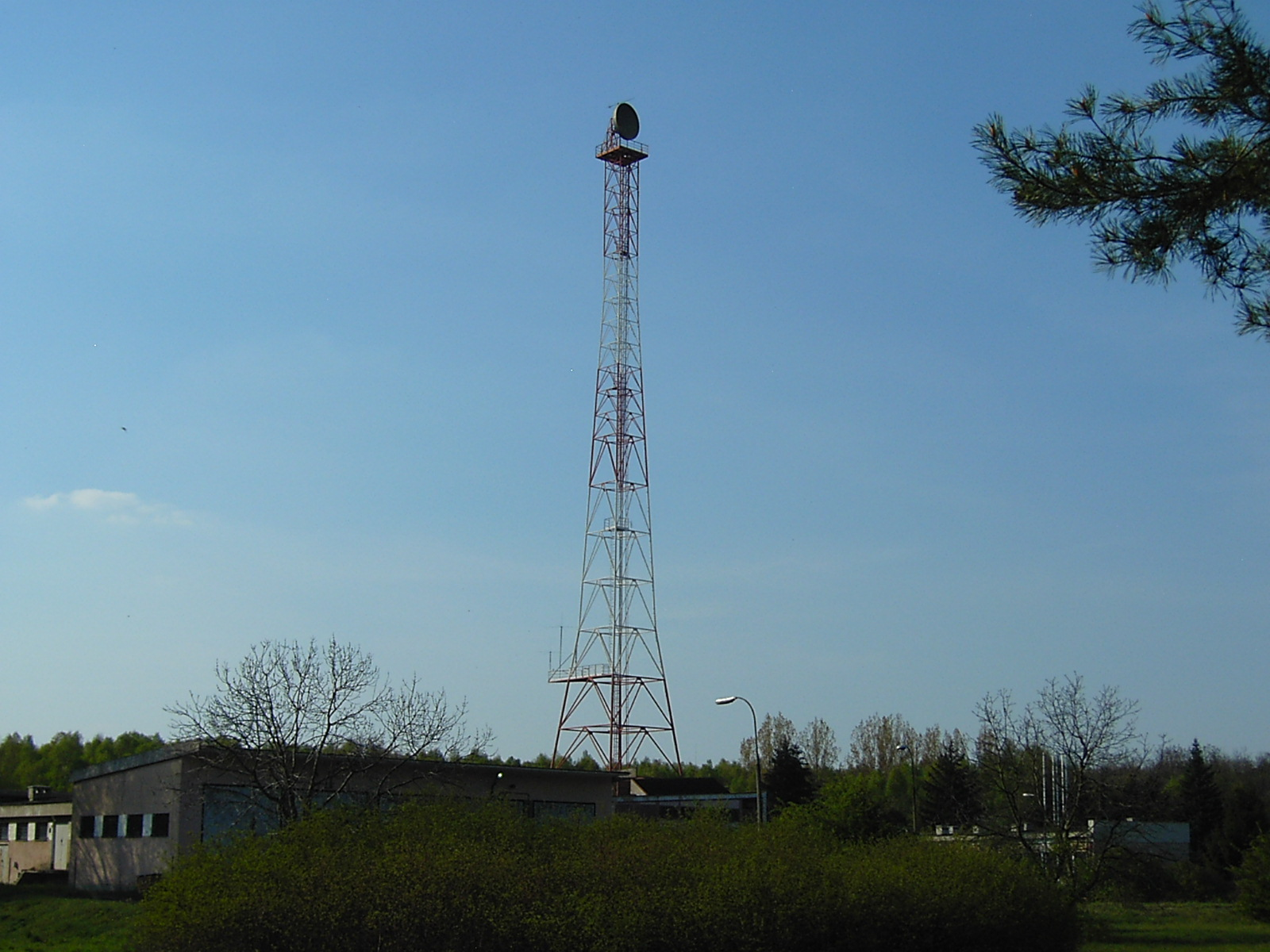

Después del desplome de la torre de radio en Konstantynów, la red de radiodifusión polaca usó el viejo transmisor de Raszyn con su mástil de 335 metros de alto cerca de Varsovia, que había sido usado desde 1978 durante el día para la transmisión de un segundo programa del servicio de difusión polaco en la variedad de onda larga en la frecuencia 198 kHz, para transmisiones en 225 kHz con un poder de 500 kW. Sin embargo, no era posible transmitir de Raszyn en 198 kHz y 225 kHz simultáneamente, entonces las transmisiones en la segunda frecuencia de onda larga de 198 kHz tuvieron que ser interrumpidos hasta que una segunda instalación de transmisión en onda larga fuera construida en Polonia, o que un interruptor de frecuencia especial, que permitiera transmisiones en ambas frecuencias, fuera instalado en el transmisor Raszyn. La última de estas propuestas, más simple, habría disminuido la eficacia y la fiabilidad de ambos transmisores y era, por lo tanto, inaceptable. 
Como las transmisiones polacas de onda larga tienen una importancia especial para los polacos en el extranjero, en abril de 1992 el gobierno polaco planeó reconstruir el mástil en Konstantynów. En septiembre de 1995, el gobierno polaco se puso a reconstruir el mástil. Aunque algunos trabajos, como las restauraciones de los viejos cimientos, que deberían ser reutilizados, habían comenzado ya, la reconstrucción tuvo que ser anulada debido a protestas violentas de las personas que vivían en los alrededores, que argumentaron que las ondas enviadas por el mástil eran nocivas para la salud. Aunque esta afirmación no pudiera ser probada, se tuvo que buscar un nuevo sitio para el transmisor. Se le encontró en una vieja área militar cerca del sudeste de Solec Kujawski, donde a partir de 1998 hasta 1999 se construyó una nueva instalación de transmisión de onda larga con un transmisor de 1200 kW de salida para la frecuencia de 225 kHz. Esta instalación fue inaugurada el 4 de septiembre de 1999.

## Estado actual
Excepto el mástil y la línea de transmisión de radiofrecuencia, casi todos los componentes de la instalación están todavía allí. Mientras la subestación de 110 kV y la torre de radio direccional están todavía en uso, el uso presente de los edificios es desconocido. El mástil, el sótano y los bloques de ancla están también todavía allí.

## Hechos notables
El mástil era único bajo los siguientes aspectos:
- Al contrario de los mástiles de radio en los Estados Unidos, con alturas similares, como el mástil de la emisora KVLY-TV en Fargo, Dakota del Norte, que son portadores justos de FM y de las antenas de transmisión de TV, el mástil de radio de Varsovia era un mástil de radio anclado a la tierra. En el hemisferio occidental del planeta, nunca ha habido una estructura anclada con cables con una altura comparable. Entre las estructuras más altas del hemisferio occidental ancladas a tierra, los dos mástiles de la cadena Lualualei del VLF tienen una altura de 458 metros, mucho menor que ésta.
- Nunca hubo una estructura arquitectónica en Europa fuera del territorio de la antigua Unión Soviética con una altura comparable. La segunda estructura más alta de Europa fuera del área de la antigua Unión Soviética jamás construida es el mástil de la radio de FM en Hellissandur en Islandia con una altura de 412 metros. Incluso la torre Ostankino, la estructura libre más alta de Moscú, fue sobrepasada por este mástil por más de 100 m.
- Sobrepasó al resto de las estructuras arquitectónicas construidas en Polonia al menos en 286 metros. Es muy infrecuente que la estructura arquitectónica más alta de un país sobrepase con tanta diferencia a la segunda. En la mayoría de los países la diferencia de la altura entre la estructura arquitectónica más alta y la segunda es sólo algunos metros.
- Fue la única radio de onda larga construida en Polonia.
- De no haberse derrumbado, esta torre habría ostentado el título de estructura más alta del mundo hasta ser superada por el edificio Burj Khalifa, en Dubái, el cual alcanzó su altura máxima (828 metros) el 17 de enero de 2009, y fue inaugurada oficialmente el 4 de enero de 2010, convirtiéndose en la estructura más alta de la historia.